# Церковь Святого Михаила Архангела (Михалишки)
Церковь Святого Михаила Архангела (бел. Касцёл Святога Міхаіла Арханёла) — католический храм в агрогородке Михалишки, Гродненская область, Белоруссия. Относится к Островецкому деканату Гродненского диоцеза. Памятник архитектуры в стиле барокко, построен до 1653 года. Храм включён в Государственный список историко-культурных ценностей Республики Беларусь.

## История
Впервые Михалишки упоминаются в 1518 году, как владение воеводы трокского Григория Остика. С 1526 года поместье находилось во владении Радзивиллов, потом несколько раз меняло владельцев.
В 1604 году Михалишки приобрел Ян Бжостовский (be:Ян Бжастоўскі), который в 1622 году основал здесь монастырь августинцев. При сыне Яна Бжостовского Циприане Павле Бжостовском в 1653 году в местечке был возведён каменный католический храм Архангела Михаила. Храм был построен по проекту архитектора К. Пенса.
После подавления восстания 1830 года большое число католических монастырей на территории современной Белоруссии были закрыты. В 1832 году был закрыт и августинский монастырь в Михалишках, храм стал обычным приходским костёлом. От строений монастыря, кроме храма, не сохранилось ничего.

## Архитектура
Церковь Архангела Михаила — однонефный храм. К прямоугольному в плане основному объёму с северо-востока примыкает пятигранная апсида с двумя невысокими боковыми ризницами. Основной объем накрыт двухскатной крышей с вальмами над апсидой. Главный фасад разделён на два яруса простым карнизом, завершён четвериковыми башнями с четырёхскатными шатровыми крышами и аттиковым фронтоном между ними. Вход оформлен в виде низкого притвора с отдельной конусообразной крышей. Стены прорезаны окнами с полуциркульными завершениями и филенчатыми нишами.
Храм отличается изяществом декорации интерьера, богато украшен бело-голубыми барельефами из стукко. Убранство храма напоминает убранство известного храма Петра и Павла в Вильнюсе, поскольку архитектор Пенс работал над интерьером церкви совместно с итальянским художником Пьетро Перти — одним из авторов скульптурных композиций вильнюсского памятника. Барельефы выполнены в 1684—1700 годов группой иностранных декораторов под руководством Пьетро Перти с участием местного мастера Николая Жилевича, имя которого обнаружено в виленских архивах.
Особым богатым декором отличается двухъярусный главный алтарь с витыми колоннами. В его нижнем ярусе находится ценная икона XVIII века небесного патрона храма, по бокам которого находятся крупномасштабные скульптуры святых. Центр композиции второго яруса занимает скульптурное распятие с коленопреклоненными перед ним фигурами епископов. Вся композиция главного алтаря завершена рельефом «Троица новозаветная» и оформлена стукковым растительным орнаментом, что придаёт ей изысканный кружевной вид. Большую художественную ценность имеет резной позолоченной амвон с навершием в виде короны. Кафедра отделана растительно-цветочными мотивами и опирается на скульптурный образ орла, держащего в когтях геральдический картуш семьи Бжостовских. В крипте храма находились захоронения этого магнатского рода.

#### Ограда
Кованая железная ограда в часовнях Св. Иосифа (XVIII в.) и Христа (XIX в.).